# 長谷部辰連

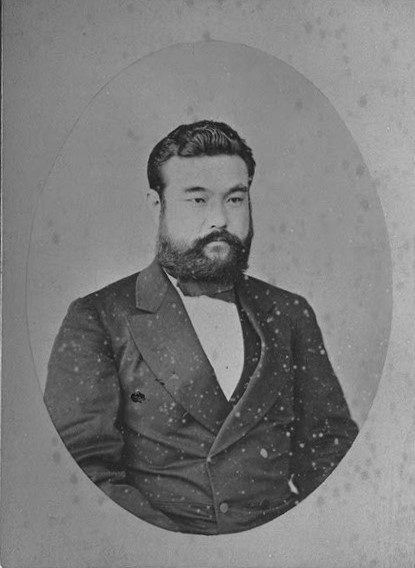
長谷部辰連

長谷部 辰連（はせべ たつつら / ときつら、1844年6月17日（天保15年5月2日） - 1910年（明治43年）6月12日）は、幕末の福井藩士、海援隊士、明治期の官僚・政治家。官選山形県知事、元老院議官、貴族院議員、錦鶏間祗候。

## 経歴
福井藩士・長谷部恕連の長男として生まれる。のちに海援隊士の一員となり、維新後は海援隊が計画していた北海道開拓に乗り出すこととなる。
明治5年（1872年）、政府の会計事務局に出仕。以後、箱館裁判所民政掛監察兼外国掛、徴士箱館産物取締御用、開拓使御用掛、開拓権判官、開拓少判官、開拓中判官などを歴任。1873年9月より樺太支庁に在勤。樺太・千島交換条約の実施のため、1875年8月、理事官に就任した。その後、工業局長、開拓大書記官、兼石狩河口改良事務長などを務める。
1886年2月、開拓使廃止に伴い工部大書記官に就任。以後、札幌工業管理局長、農商務省大書記官、札幌工業事務所長などを歴任。
1886年1月、元老院議官に就任。1889年12月、山形県知事に登用され、1894年1月まで在任。1897年12月28日、錦鶏間祗候を仰せ付けられる。1905年1月29日、貴族院勅選議員に任じられ、死去するまで在任した。

## 栄典・授章・授賞
位階
- 1886年（明治19年）7月8日 - 正五位[4]
- 1886年（明治19年）10月28日 - 従四位[5]
- 1892年（明治25年）2月13日 - 正四位[6]
- 1894年（明治27年）3月21日 - 従三位[7]

勲章等
- 1887年（明治20年）11月25日 - 勲三等旭日中綬章[8]
- 1889年（明治22年）11月25日 - 大日本帝国憲法発布記念章[9]

## 親族
- 三男 長谷部鋭吉（建築家）